# 台湾智庫
財団法人台湾智庫（ざいだんほうじんたいわんちこ、台湾正体: 財團法人台灣智庫、英語: Taiwan Thinktank）は、中華民国（台湾）のシンクタンク。2001年12月30日創立。林鐘雄会長、台湾証券取引所、殷琪台湾高速鉄道会長、許文龍奇美産業会長、駱錦明ゼネラルマネージャー、台湾産業銀行およびYIMEI食品会長高志尚らが寄付し、第3セクターの公共政策プラットフォームとして位置付けた。その事業には、問題の評価、政策調査、世論調査の実施がある。その3つのコアバリューは次のとおり：1。国家の主観性;2。参加型民主主義（意図的な民主主義）; 3。バランスの取れた開発と経済的安全を強調する国家経済。

## 組織
台湾のコンソーシアム法人シンクタンクで、取締役会の決議後に実行するための実行委員会に渡される。
- 創会董事長 林鐘雄（元台湾証券取引所会長、元国立台湾大学教授）
- 創会執行長、元董事長 林佳龍 (外務大臣、元大統領府官房長官、元國土交通大臣、元臺中市長)
- 栄誉董事長 陳博志（元経済財政担当大臣、民進党の経済ブレーン）
- 現任董事長 吳榮義（政治家、元行政院副院長(副総理))
- 元執行長 呂曜志（エコノミスト、台北海洋科技大学学長）
- 元副執行長 董思齊 (駐タイ公使)

## 出版物
- 台湾ソートタンク四半期
- 電子ウィークリー
- 台湾シンクタンクシリーズ
- 政策研究シリーズ